# Dirk Busch (Sänger)

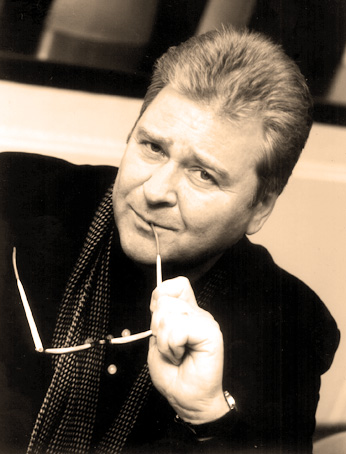
Dirk Busch (2008)

Dirk Busch (* 2. Juli 1950 in Brunsbüttelkoog, Kreis Dithmarschen, Schleswig-Holstein) ist ein deutscher Sänger, Komponist, Texter, Produzent, Arrangeur, Soziologe sowie ehemaliger Hochschullehrer.

## Biografie
Busch stand bereits mit 14 Jahren auf der Bühne. Zunächst war er Klarinettist in einer Dixielandband. Später trat er als Sänger, Gitarrist und Saxofonist in verschiedenen Bands im Raum Köln / Düsseldorf auf. Damit verdiente er sich sein Studium der Soziologie, Volkswirtschaft und Psychologie an der Universität Köln, das er mit 23 Jahren abschloss. Mit 25 Jahren war er bereits Dr. rer. pol. und drei Jahre später wurde er zum Soziologieprofessor an der Universität Bremen berufen. Dies war bis in die 1990er Jahre hinein seine Haupttätigkeit. Er veröffentlichte mehrere Bücher und Forschungsarbeiten zum Thema Qualifikationen und Arbeitsmarkt von Hochschulabsolventen und führte diverse empirische Studien zur Berufseinmündung von Akademikern durch. Busch ließ sich später an der Universität aufgrund der zunehmenden Doppelbelastung beurlauben, als seine Musikkarriere tragfähig war.
Er begann in den 1980er Jahren seine Karriere als Songschreiber und Sänger. Er war u. a. bei den Plattenfirmen Teldec, Warner und Polydor unter Vertrag. Sein erster Erfolg war 1985 das Liebeslied Sie beißt und kratzt. Mit Liebst du auch den rauhen Wind nahm er 1991 am vom NDR und der GEMA ausgerichteten Wettbewerb „Lieder so schön wie der Norden“ teil. Er landete auf Platz 2 und war in der Folge der einzige Titel des Wettbewerbs, der 13 Wochen in den Verkaufscharts war. Seine Texte sind häufig selbstironisch (z. B. Ich zieh den Bauch nicht mehr ein) und witzig. Andererseits hat er eine große Zahl von Chansons und Balladen geschrieben und veröffentlicht (wie z. B. Komm lass uns leben oder Nur ein kurzer Traum), in denen es immer wieder um die Endlichkeit und Begrenztheit unserer menschlichen Existenz geht. Busch veröffentlichte bisher mehrere hundert Titel in sechs Sprachen. Die Songs erschienen auf mehr als 30 Soloalben.
Neben seinen eigenen Songs schreibt und produziert er auch für eine Vielzahl deutscher und internationaler Künstler wie z. B. Marina Koller, Christopher Dean, Codera, David Scott, Decebal Badila oder auch Milva und Mario Adorf. Für den Hollywood-Zeichentrickfilm Anastasia schrieb er mit seinem Co-Autor M. Woodlake die deutschen Songtexte.
2016 erhielt Dirk Busch den mit 5000 Euro dotierten Kulturpreis des Landkreises Diepholz.
Er wohnt in Kirchweyhe bei Bremen, ist verheiratet und Vater von zwei Kindern. Sein Sohn ist der Radiomoderator und Autor Martin Busch.

## Diskografie

### Alben
- 1981: Kinder Kinder
- 1982: Du das machen wir später
- 1983: Zeit zu leben
- 1985: Zeig doch deine Gefühle
- 1986: An diesem Morgen
- 1987: Liebeslieder und leise Töne
- 1988: Rückenwind
- 1989: Sie beißt und kratzt
- 1989: Wir Kinder wollen leben
- 1990: Bis ans Ende der Zeit
- 1991: Having a good time
- 1992: Typisch
- 1993: Zwischenbilanz
- 1993: Wenn Du mich liebst
- 1994: Mal so mal anders
- 1996: Una storia italiana
- 1996: Keine Tricks
- 1997: Persönlich
- 1998: Coming Home
- 1999: Es geht doch
- 2001: Beziehungsweisen
- 2002: Seven Plus Seven
- 2002: Ansichtssachen
- 2003: Balladen pur
- 2005: grundlos vergnügt
- 2006: Gute Zeiten
- 2007: Nur ein kurzer Traum
- 2008: Live in Concert – Piano & Forte (Doppel-Album)
- 2009: Leben!
- 2010: Chansons (Doppel-Album)
- 2010: Enkelkinder – Das Album
- 2011: Reine Glückssache
- 2012: Canzoni
- 2013: Ohne wenn und aber
- 2014: Smooth
- 2016: Genieße dein Leben – Das Beste von 2006 bis 2016
- 2018: I would do it all again
- 2019: Heimliche Hits
- 2020/21: Spuren – Lieder über das Leben
- 2023: Last Album – My Special Love Songs

### Singles
- Sie beißt und kratzt
- Wer die Augen schließt (wird nie die Wahrheit seh’n) (als Teil von Mut zur Menschlichkeit)
- Du bist keine Mona Lisa
- Liebst Du auch den rauhen Wind
- Ich zieh den Bauch nicht mehr ein
- Violinista
- Du musst deinen Weg alleine gehen
- Willkommen in der Traumfabrik
- Bis ans Ende der Zeit
- So ist sie
- Immer nur lächeln
- Wer weiß denn heute schon was morgen passiert
- Das Leben geht weiter
- Sie sagt was sie denkt
- Wenn der Sommer kommt
- Ich bleib Optimist
- Nur ein kurzer Traum
- Guten Morgen allerseits
- Enkelkinder
- Ich leb' hier gern
- Nur wer unauffällig lebt
- Unermesslich
- Geh deinen Weg
- Genieße dein Leben
- Bei dir
- Und auf einmal bist du älter
- Nur mal im Himmel vorbeischauen
- Und das Leben beginnt
- Ich würde es immer wieder tun
- Du gehörst zu mir (Version 2019)
- Wirst du Spuren hinterlassen
- So ein Sommertag
- Unverzagt
- "Diese Welt ist verrückt" (mit Janus M.) 2024